# Военная классификация грузоподъёмности в НАТО

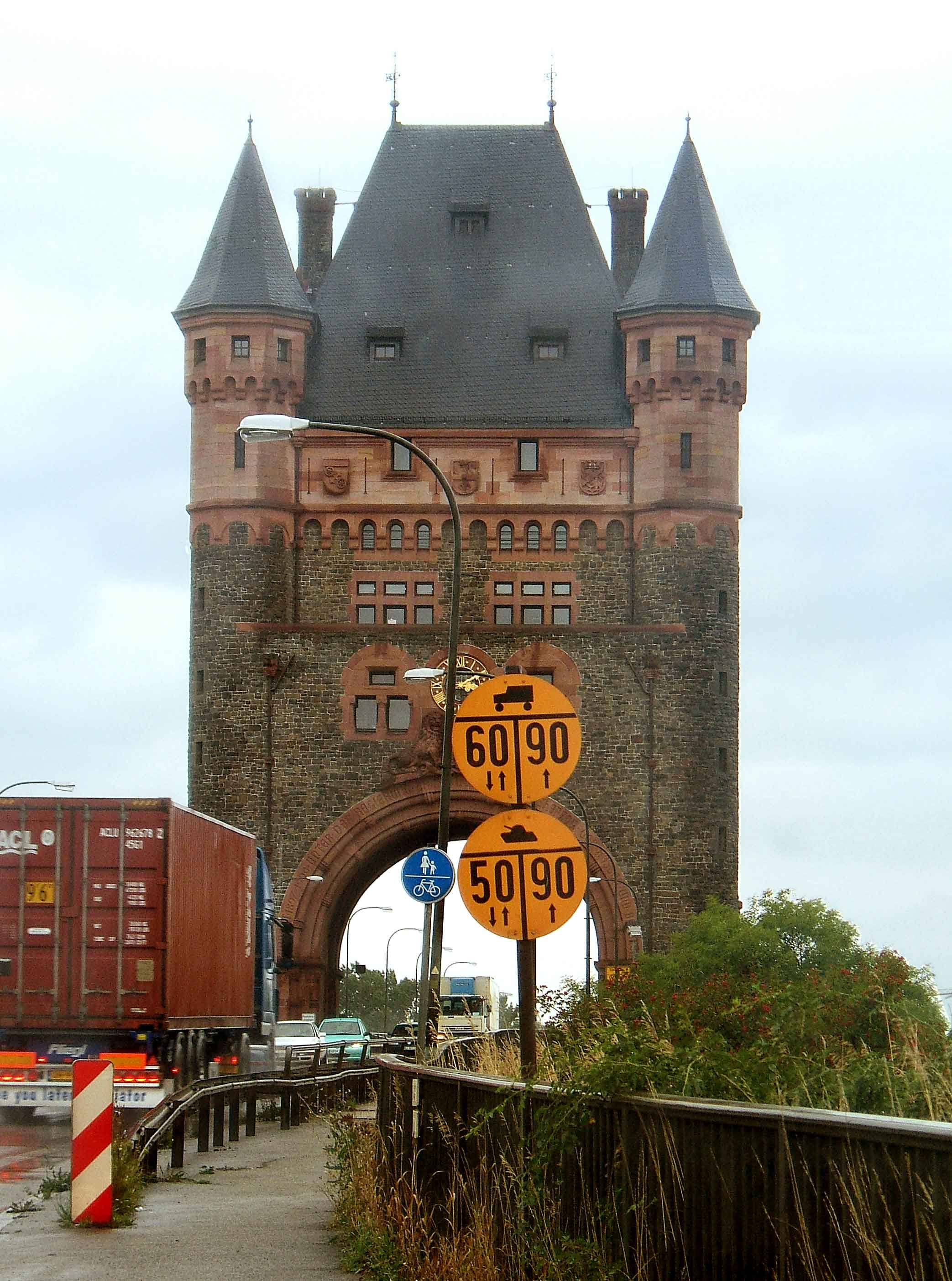
Колёсные транспортные средства класса MLC-60 и гусеничные машины MLC-50 могут одновременно пересекать мост Рейна около Вормса в обоих направлениях. Класса MLC-90 по одному.

Военная классификация грузоподъёмности (англ. Military Load Class, MLC) — классификация военных автомобилей, используемая в  странах НАТО. Согласно ей автомобили разделены на классы, номер которого приблизительно соответствует фактическому весу в тоннах. При определении класса MLC дополнительно учитывается база автомобиля (колёса или гусеницы), ширина и высота транспортного средства. У мостов и улиц с ограниченной несущей способностью установлены специальные знаки.
| 40  | 36,3 т  | 42,6 т  |
| 50  | 45,4 т  | 52,6 т  |
| 80  | 72,6 т  | 83,5 т  |
| 100 | 90,7 т  | 104,3 т |
| 120 | 108,9 т | 125,2 т |